# Bivinia jalbertii
Bivinia jalbertii là một loài thực vật thuộc họ Flacourtiaceae. Loài này phân bố ở Kenya, Madagascar, Mozambique và Zimbabwe.